# Schistomeringos rogeri
Schistomeringos rogeri är en ringmaskart som beskrevs av Pocklington och Coates 20. Schistomeringos rogeri ingår i släktet Schistomeringos och familjen Dorvilleidae. Inga underarter finns listade i Catalogue of Life.